# 伊佐沢の久保ザクラ

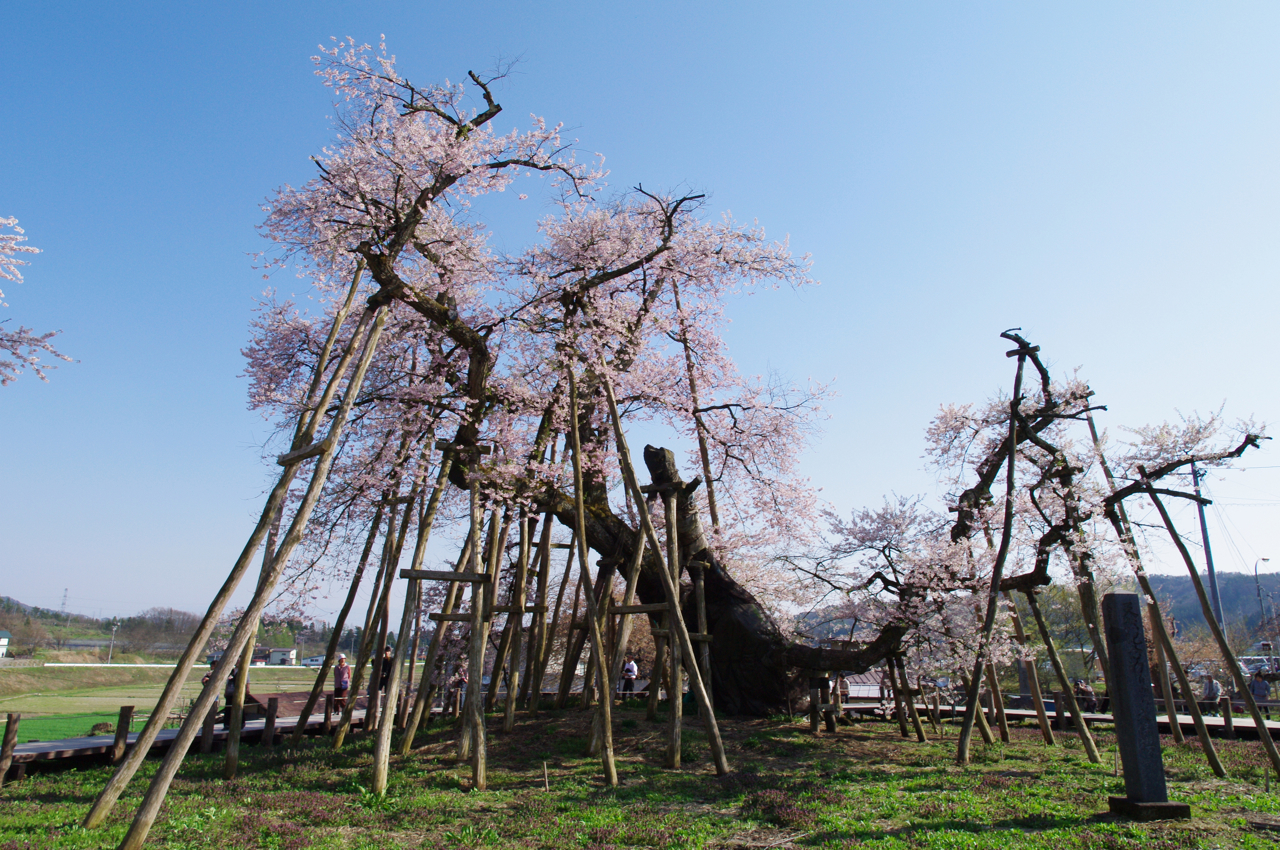
伊佐沢の久保桜

伊佐沢の久保ザクラ（いさざわのくぼザクラ）は、山形県長井市にある、桜（エドヒガン）の古木。国の天然記念物に指定されている。

## 概要

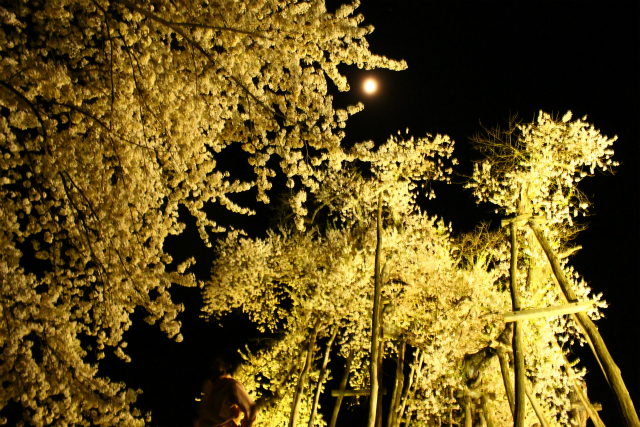
ライトアップ

樹齢約1200年と伝わるエドヒガンの古木。長井市の西部に位置する東北地方有数の桜の巨木で、樹高13.85m、根周10.8m、幹周8.1mにもなる。昔は枝が40アールほどにも広がるため「四反桜（よんたんざくら）」とも呼ばれ、天保・弘化のころは、花の時期に、米沢藩主が来観し、樹下10アールの土地は明治維新まで無税地となっていた。1924年（大正13年）12月9日に国の天然記念物に指定された。指定名称は伊佐沢の久保ザクラである。置賜さくら回廊の見どころの一つとして、毎年4月下旬に薄紅色の花を咲かせる。

### 伊佐沢の久保桜の起源
「延暦11年、征夷大将軍坂上田村麻呂が蝦夷征討の軍に従事し、漸次陸奥出羽を巡撫してこの地来り。豪族久保氏の女お玉が厚くこれに侍す。将軍軍旅を収めて去るや、お玉追慕恋の情に堪えず、翌年ついに病没す。将軍之の訃に接し一株の桜をお玉の墓に手植えして、以て墓標とせり」
上記の口伝から、久保桜は別名「お玉桜」としても親しまれている。
また、起源については諸説あり、坂上田村麻呂がお玉の死を悼み苗を送ったという説や、地元の豪族が妻と娘の死を悼み手植えしたものという説がある。

### 樹形について
口碑によると、幕末の頃、乞食が桜の根元のほこら（洞）に宿って炊事をしたところ、火が木に燃え移り、朽ちた部分を燃やし、養分の通う皮の部分まで焼いたため、大枝2本、その他の枝が枯れ落ちて、樹形が一変してしまったといわれる。乞食のたき火の事故の後、土地の人々は残った枝に支柱を立て、柵をめぐらして桜の保護を続けた。現在でも60本余の支柱が、久保桜を支えている。 一見、連理の桜のように見えるが、これは2006年から行われている樹勢回復作業・老朽化によるものである。

## 樹勢回復作業
2006年、花芽により上半身が重くなり、老朽化した幹に過大な負荷がかかり、太い幹に坐屈と言われる、上部からの圧迫による亀裂が生じてきた。このままでは、幹や枝が持ちこたえられない状況になったため、文化庁の承諾を受け、前代未聞の大掛かりな外科的な手術を施すことになった。最終目標は「２本の木のように見えるようになった久保桜に、新たな根（不定根）を発生させて、それを地面まで誘導し、太い根に育て、やがてはその根を幹に転化させ、昔の１本の巨木に戻す」ことであり、5～10年ほどの期間を要する計画となっている。本来であれば桜は古木になると幹の中心部が朽ちて空洞が広がるため、自ら不定根と呼ばれる根を発生させ世代交代をする。しかし久保桜の幹は内部が火を受け炭化し、不定根が発生しにくい状況にある。2006年から、ピートモスと木炭を混ぜ合わせたものを用いて樹勢回復作業を行っている。2010年の段階で、ヒゲ根状の不定根が確認されており、太さ3cmで地面にまで届いているものがあるという報告が出ている。